# Liste des cantons du Gers

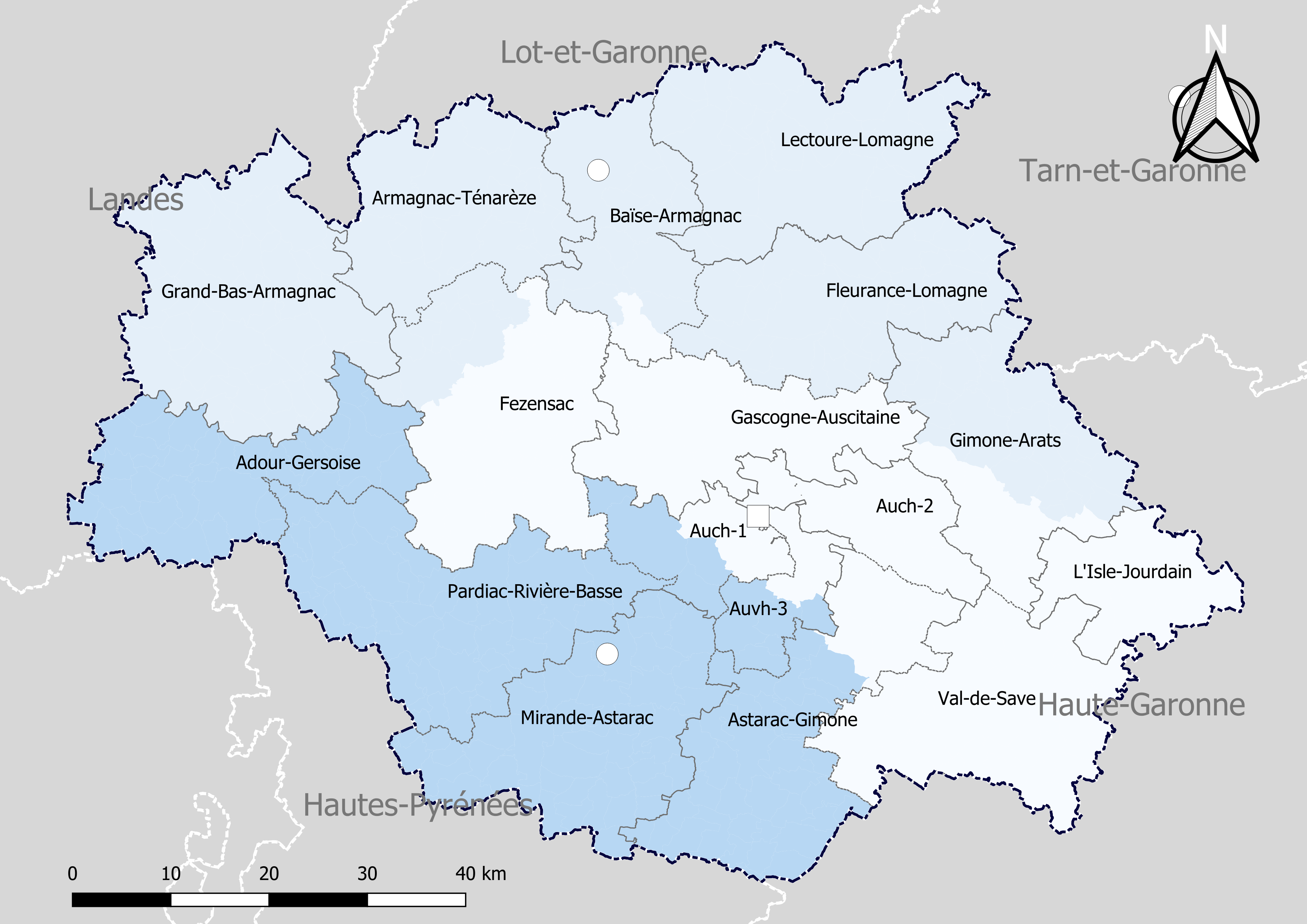
Découpage cantonal du département du Gers, avec en surimpression les arrondissements (en nuances de bleu) - Carte arrêtée au 1er janvier 2019.

Le département du Gers compte 17 cantons à la suite du redécoupage cantonal de 2014. Auparavant ce nombre était de 31.

## Histoire

### Découpage cantonal antérieur à  2015

Cantons du Gers. Découpage antérieur à 2015.

Liste des 31 cantons du Gers, par arrondissement :
| Arrondissement d'Auch (12 cantons)    | Canton d'Auch-Nord-Est - Canton d'Auch-Nord-Ouest - Canton d'Auch-Sud-Est-Seissan - Canton d'Auch-Sud-Ouest - Canton de Cologne - Canton de Gimont - Canton de l'Isle-Jourdain - Canton de Jegun - Canton de Lombez - Canton de Samatan - Canton de Saramon - Canton de Vic-Fezensac |
| Arrondissement de Condom (11 cantons) | Canton de Cazaubon - Canton de Condom - Canton d'Eauze - Canton de Fleurance - Canton de Lectoure - Canton de Mauvezin - Canton de Miradoux - Canton de Montréal - Canton de Nogaro - Canton de Saint-Clar - Canton de Valence-sur-Baïse                                             |
| Arrondissement de Mirande (8 cantons) | Canton d'Aignan - Canton de Marciac - Canton de Masseube - Canton de Miélan - Canton de Mirande - Canton de Montesquiou - Canton de Plaisance - Canton de Riscle |

#### Homonymies
Le canton de l'Isle-Jourdain a un homonyme exact dans la Vienne.
Le canton de Montréal a un homonyme exact dans l'Aude.
Le canton de Cologne n'a pas d'homonyme, mais la commune chef-lieu est homonyme de la ville allemande.
Les cantons de Cologne, Plaisance et de Mauvezin n'ont pas d'homonyme, mais les communes chefs-lieux sont chacune homonymes, exactes ou partielles, d'une ou plusieurs autres localités.

### Redécoupage cantonal de 2014
Dans la poursuite de la réforme territoriale engagée en 2010, l'Assemblée nationale adopte définitivement le 17 avril 2013 la réforme du mode de scrutin pour les élections départementales destinée à garantir la parité hommes/femmes. Les lois (loi organique 2013-402 et loi 2013-403) sont promulguées le 17 mai 2013. Un nouveau découpage territorial est défini par décret du 26 février 2014 pour le département du Gers. Celui-ci entre en vigueur lors du premier renouvellement général des assemblées départementales suivant la publication du décret, soit en mars 2015. Les conseillers départementaux sont élus au scrutin majoritaire binominal mixte. Les électeurs de chaque canton éliront au Conseil départemental, nouvelle appellation des Conseils généraux, deux membres de sexe différent, qui se présenteront en binôme de candidats. Les conseillers départementaux seront élus pour 6 ans au scrutin binominal majoritaire à deux tours, l'accès au second tour nécessitant 10 % des inscrits au 1er tour. En outre la totalité des conseillers départementaux est renouvelée.
Ce nouveau mode de scrutin nécessite un redécoupage des cantons dont le nombre est divisé par deux avec arrondi à l'unité impaire supérieure si ce nombre n'est pas entier impair et avec des conditions de seuils minimaux. Dans le Gers le nombre de cantons passe ainsi de 31 à 17.
Les critères du remodelage cantonal sont les suivants : le territoire de chaque canton doit être défini sur des bases essentiellement démographiques, le territoire de chaque canton doit être continu et les communes de moins de 3 500 habitants sont entièrement comprises dans le même canton. Il n’est fait référence, ni aux limites des arrondissements, ni à celles des circonscriptions législatives.
Conformément à de multiples décisions du Conseil constitutionnel depuis 1985 et notamment sa décision no 2010-618 DC du 9 décembre 2010, il est admis que le principe d’égalité des électeurs au regard des critères démographiques est respecté lorsque le ratio conseiller/habitant de la circonscription est compris dans une fourchette de 20 % de part et d'autre du ratio moyen conseiller/habitant du département. Pour le département du Gers, la population de référence est la population légale en vigueur au 1er janvier 2013, à savoir la population millésimée 2010, soit 188 159 habitants. Avec 17 cantons la population moyenne par conseiller départemental est de 11 068 habitants. Ainsi la population de chaque nouveau canton doit-elle être comprise entre 8 855 habitants et 13 282 habitants pour respecter le principe de l'égalité citoyenne au vu des critères démographiques.

## Composition actuelle

### Composition détaillée
| N° | Nom du Canton         | Bureau centralisateur | Population     | Nombre de communes   | Communes composant le canton | Localisation dans le département |
| -- | --------------------- | --------------------- | -------------- | -------------------- | --- | -------------------------------- |
| 1  | Adour-Gersoise        | Riscle                | 9 561 (2022)   | 34                   | Aignan, Arblade-le-Bas, Aurensan, Avéron-Bergelle, Barcelonne-du-Gers, Bernède, Bouzon-Gellenave, Cahuzac-sur-Adour, Castelnavet, Caumont, Corneillan, Fustérouau, Gée-Rivière, Goux, Labarthète, Lannux, Lelin-Lapujolle, Loussous-Débat, Margouët-Meymes, Maulichères, Maumusson-Laguian, Pouydraguin, Projan, Riscle, Sabazan, Saint-Germé, Saint-Mont, Sarragachies, Ségos, Tarsac, Termes-d'Armagnac, Vergoignan, Verlus, Viella. |                                  |
| 2  | Armagnac-Ténarèze     | Eauze                 | 10 450 (2022)  | 15                   | Beaumont, Bretagne-d'Armagnac, Cassaigne, Castelnau-d'Auzan-Labarrère, Cazeneuve, Eauze, Fourcès, Gondrin, Lagraulet-du-Gers, Larressingle, Larroque-sur-l'Osse, Lauraët, Mansencôme, Montréal, Mouchan. |                                  |
| 3  | Astarac-Gimone        | Masseube              | 9 117 (2022)   | 43                   | Arrouède, Aujan-Mournède, Aurimont, Aussos, Bédéchan, Bellegarde, Bézues-Bajon, Boulaur, Cabas-Loumassès, Castelnau-Barbarens, Chélan, Cuélas, Esclassan-Labastide, Faget-Abbatial, Labarthe, Lalanne-Arqué, Lamaguère, Lartigue, Lourties-Monbrun, Manent-Montané, Masseube, Meilhan, Monbardon, Moncorneil-Grazan, Monferran-Plavès, Monlaur-Bernet, Mont-d'Astarac, Monties, Panassac, Ponsan-Soubiran, Pouy-Loubrin, Saint-Arroman, Saint-Blancard, Saint-Martin-Gimois, Samaran, Saramon, Sarcos, Seissan, Sémézies-Cachan, Sère, Tachoires, Tirent-Pontéjac, Traversères. |                                  |
| 4  | Auch-1                | Auch                  | 11 139 (2022)  | 5 + fraction d'Auch  | 1° Les communes suivantes : Barran, Le Brouilh-Monbert, Lasséran, Pavie, Saint-Jean-le-Comtal. 2° La partie de la commune d'Auch située à l'ouest d'une ligne définie par l'axe des voies et limites suivantes : depuis la limite territoriale de la commune de Duran, route de Duran, rue Victor-Hugo, chemin de Labadie, rue du Tapis-Vert, rue Boissy-d'Anglas, place de la Liberté, rue d'Étigny, rue Désirat, rue Caumont, place du 14-Juillet, pont de Lagarassic, rue Irénée-David, rue du 11-Novembre, rue Jean-de-la-Fontaine, chemin vicinal, rue Jeanne-d'Albret, chemin de Nourric, chemin de l'Hermitage, ligne droite reliant le croisement du chemin de l'Hermitage et de la rue du 19-Mars-1962 à l'extrémité du chemin de Tarrabusque, route de Pessan, chemin du Plan-de-Terraube, jusqu'à la limite territoriale de la commune de Pessan. |                                  |
| 5  | Auch-2                | Auch                  | 10 420 (2022)  | 13 + fraction d'Auch | 1° Les communes suivantes : Ansan, Aubiet, Blanquefort, L'Isle-Arné, Juilles, Lahitte, Leboulin, Lussan, Marsan, Montégut, Montiron, Nougaroulet, Saint-Caprais. 2° La partie de la commune d'Auch située au nord d'une ligne définie par l'axe des voies et limites suivantes : depuis la limite territoriale de la commune de Duran, route de Duran, rue Victor-Hugo, rue Leconte-de-Lisle, allées Baylac, place de l'Ancien-Foirail, chemin de Baron, boulevard Roquelaure, rue Étienne-Dralet, rue Dupont-de-l'Eure, rue de Lorraine, avenue d'Alsace, place de Verdun, avenue de la Marne, avenue de la 1re-Armée-Française, ligne de chemin de fer, route de Toulouse, rond-point, route nationale 124, jusqu'à la limite territoriale de la commune de Leboulin.                                                                                      |                                  |
| 6  | Auch-3                | Auch                  | 12 229 (2022)  | 9 + fraction d'Auch  | 1° Les communes suivantes : Auterive, Boucagnères, Durban, Haulies, Lasseube-Propre, Orbessan, Ornézan, Pessan, Sansan. 2° La partie de la commune d'Auch non incluse dans les cantons d'Auch-1 et d'Auch-2. |                                  |
| 7  | Baïse-Armagnac        | Condom                | 11 449 (2022)  | 15                   | Ayguetinte, Beaucaire, Béraut, Blaziert, Castelnau-sur-l'Auvignon, Castéra-Verduzan, Caussens, Condom, Lagardère, Larroque-Saint-Sernin, Maignaut-Tauzia, Roquepine, Saint-Orens-Pouy-Petit, Saint-Puy, Valence-sur-Baïse. |                                  |
| 8  | Fezensac              | Vic-Fezensac          | 9 033 (2022)   | 33                   | Bascous, Bazian, Belmont, Bezolles, Caillavet, Callian, Castillon-Debats, Cazaux-d'Anglès, Courrensan, Dému, Gazax-et-Baccarisse, Justian, Lannepax, Lupiac, Marambat, Mirannes, Mourède, Noulens, Peyrusse-Grande, Peyrusse-Vieille, Préneron, Ramouzens, Riguepeu, Roquebrune, Roques, Rozès, Saint-Arailles, Saint-Jean-Poutge, Saint-Paul-de-Baïse, Saint-Pierre-d'Aubézies, Séailles, Tudelle, Vic-Fezensac. |                                  |
| 9  | Fleurance-Lomagne     | Fleurance             | 13 102 (2022)  | 33                   | Avezan, Bivès, Brugnens, Cadeilhan, Castelnau-d'Arbieu, Castéron, Céran, Cézan, Estramiac, Fleurance, Gaudonville, Gavarret-sur-Aulouste, Goutz, Lalanne, Lamothe-Goas, Magnas, Mauroux, Miramont-Latour, Montestruc-sur-Gers, Pauilhac, Pessoulens, Pis, Préchac, Puységur, Réjaumont, Saint-Clar, Saint-Créac, Saint-Léonard, Sainte-Radegonde, La Sauvetat, Taybosc, Tournecoupe, Urdens. |                                  |
| 10 | Gascogne-Auscitaine   | Preignan              | 9 306 (2022)   | 22                   | Antras, Augnax, Biran, Bonas, Castillon-Massas, Castin, Crastes, Duran, Jegun, Lavardens, Mérens, Mirepoix, Montaut-les-Créneaux, Ordan-Larroque, Peyrusse-Massas, Preignan, Puycasquier, Roquefort, Roquelaure, Saint-Lary, Sainte-Christie, Tourrenquets. |                                  |
| 11 | Gimone-Arrats         | Gimont                | 13 940 (2022)  | 36                   | Ardizas, Avensac, Bajonnette, Beaupuy, Catonvielle, Cologne, Encausse, Escornebœuf, Gimont, Giscaro, Homps, Labrihe, Mansempuy, Maravat, Maurens, Mauvezin, Monbrun, Monfort, Razengues, Roquelaure-Saint-Aubin, Saint-Antonin, Saint-Brès, Saint-Cricq, Saint-Georges, Saint-Germier, Saint-Orens, Saint-Sauvy, Sainte-Anne, Sainte-Gemme, Sainte-Marie, Sarrant, Sérempuy, Sirac, Solomiac, Thoux, Touget. |                                  |
| 12 | Grand-Bas-Armagnac    | Nogaro                | 13 561 (2022)  | 40                   | Arblade-le-Haut, Ayzieu, Bétous, Bourrouillan, Campagne-d'Armagnac, Castex-d'Armagnac, Caupenne-d'Armagnac, Cazaubon, Cravencères, Espas, Estang, Le Houga, Lannemaignan, Lanne-Soubiran, Larée, Laujuzan, Lias-d'Armagnac, Loubédat, Luppé-Violles, Magnan, Manciet, Marguestau, Mauléon-d'Armagnac, Maupas, Monclar, Monguilhem, Monlezun-d'Armagnac, Mormès, Nogaro, Panjas, Perchède, Réans, Saint-Griède, Saint-Martin-d'Armagnac, Sainte-Christie-d'Armagnac, Salles-d'Armagnac, Sion, Sorbets, Toujouse, Urgosse. |                                  |
| 13 | L'Isle-Jourdain       | L'Isle-Jourdain       | 16 263 (2022)  | 10                   | Auradé, Clermont-Savès, Endoufielle, Frégouville, L'Isle-Jourdain, Lias, Marestaing, Monferran-Savès, Pujaudran, Ségoufielle. |                                  |
| 14 | Lectoure-Lomagne      | Lectoure              | 9 507 (2022)   | 26                   | Berrac, Castéra-Lectourois, Castet-Arrouy, Flamarens, Gazaupouy, Gimbrède, L'Isle-Bouzon, Lagarde, Larroque-Engalin, Lectoure, Ligardes, Marsolan, Mas-d'Auvignon, Miradoux, Pergain-Taillac, Peyrecave, Plieux, Pouy-Roquelaure, La Romieu, Saint-Antoine, Saint-Avit-Frandat, Saint-Martin-de-Goyne, Saint-Mézard, Sainte-Mère, Sempesserre, Terraube. |                                  |
| 15 | Mirande-Astarac       | Mirande               | 12 412 (2022)  | 43                   | Aux-Aussat, Barcugnan, Bazugues, Beccas, Belloc-Saint-Clamens, Berdoues, Betplan, Castex, Clermont-Pouyguillès, Duffort, Estampes, Haget, Idrac-Respaillès, Laas, Labéjan, Lagarde-Hachan, Laguian-Mazous, Lamazère, Loubersan, Malabat, Manas-Bastanous, Marseillan, Miélan, Miramont-d'Astarac, Mirande, Moncassin, Montaut, Mont-de-Marrast, Montégut-Arros, Ponsampère, Sadeillan, Saint-Élix-Theux, Saint-Martin, Saint-Maur, Saint-Médard, Saint-Michel, Saint-Ost, Sainte-Aurence-Cazaux, Sainte-Dode, Sarraguzan, Sauviac, Villecomtal-sur-Arros, Viozan. |                                  |
| 16 | Pardiac-Rivière-Basse | Plaisance             | 9 448 (2022)   | 43                   | Armentieux, Armous-et-Cau, Bars, Bassoues, Beaumarchés, Blousson-Sérian, Castelnau-d'Anglès, Cazaux-Villecomtal, Couloumé-Mondebat, Courties, Estipouy, Galiax, L'Isle-de-Noé, Izotges, Jû-Belloc, Juillac, Ladevèze-Rivière, Ladevèze-Ville, Lasserade, Laveraët, Louslitges, Marciac, Mascaras, Monclar-sur-Losse, Monlezun, Monpardiac, Montesquiou, Mouchès, Pallanne, Plaisance, Pouylebon, Préchac-sur-Adour, Ricourt, Saint-Aunix-Lengros, Saint-Christaud, Saint-Justin, Scieurac-et-Flourès, Sembouès, Tasque, Tieste-Uragnoux, Tillac, Tourdun, Troncens. |                                  |
| 17 | Val de Save           | Samatan               | 11 712 (2022)  | 40                   | Betcave-Aguin, Bézéril, Cadeillan, Castillon-Savès, Cazaux-Savès, Espaon, Garravet, Gaujac, Gaujan, Labastide-Savès, Lahas, Laymont, Lombez, Monblanc, Mongausy, Montadet, Montamat, Montégut-Savès, Montpézat, Nizas, Noilhan, Pébées, Pellefigue, Polastron, Pompiac, Puylausic, Sabaillan, Saint-André, Saint-Élix, Saint-Lizier-du-Planté, Saint-Loube, Saint-Soulan, Samatan, Sauveterre, Sauvimont, Savignac-Mona, Seysses-Savès, Simorre, Tournan, Villefranche. |                                  |
|    |                       |                       | 192 649 (2022) | 461                  | |                                  |

### Répartition par arrondissement
Contrairement à l'ancien découpage où chaque canton était inclus à l'intérieur d'un seul arrondissement, le nouveau découpage territorial s'affranchit des limites des arrondissements. Certains cantons peuvent être composés de communes appartenant à des arrondissements différents. Dans le département du Gers, c'est le cas de cinq cantons (Astarac-Gimone, Auch-1, Auch-3, Fezensac, Gimone-Arrats).
Le tableau suivant présente la répartition par arrondissement :
| N° | Canton                | Auch                 | Condom | Mirande | Total                |
| -- | --------------------- | -------------------- | ------ | ------- | -------------------- |
| 1  | Adour-Gersoise        |                      |        | 34      | 34                   |
| 2  | Armagnac-Ténarèze     |                      | 15     |         | 15                   |
| 3  | Astarac-Gimone        | 9                    |        | 34      | 43                   |
| 4  | Auch-1                | 1 + fraction d'Auch  |        | 4       | 5 + fraction d'Auch  |
| 5  | Auch-2                | 13 + fraction d'Auch |        |         | 13 + fraction d'Auch |
| 6  | Auch-3                | 2 + fraction d'Auch  |        | 7       | 9 + fraction d'Auch  |
| 7  | Baïse-Armagnac        | 2                    | 13     |         | 15                   |
| 8  | Fezensac              | 26                   | 7      |         | 33                   |
| 9  | Fleurance-Lomagne     |                      | 33     |         | 33                   |
| 10 | Gascogne-Auscitaine   | 22                   |        |         | 22                   |
| 11 | Gimone-Arrats         | 8                    | 28     |         | 36                   |
| 12 | Grand-Bas-Armagnac    |                      | 40     |         | 40                   |
| 13 | L'Isle-Jourdain       | 10                   |        |         | 10                   |
| 14 | Lectoure-Lomagne      |                      | 26     |         | 26                   |
| 15 | Mirande-Astarac       |                      |        | 43      | 43                   |
| 16 | Pardiac-Rivière-Basse |                      |        | 43      | 43                   |
| 17 | Val de Save           | 40                   |        |         | 40                   |
|    |                       | 134                  | 162    | 165     | 461                  |